# 아이비타임즈 코리아
아이비타임즈 코리아(IBTimes Korea)는 International Business Times의 한국어판으로서, 글로벌 투자 뉴스를 실시간으로 제공하는 비즈니스 신문이다. 해외 경제의 흐름과 이에 발맞춰 가는 한국경제의 이슈들을 분석하고 있다.

## 주요 내용
- 한국에 진출한 다국적 기업 CEO 인터뷰와 기업 정보를 제공
- 해외 유명 칼럼리스트와 애널리스트의 세계경제에 대한 분석과 전망을 제공
- 아이비타임즈의 네트워크를 통해 각 나라의 경제기사를 신속하게 전달